# Пампінські гори

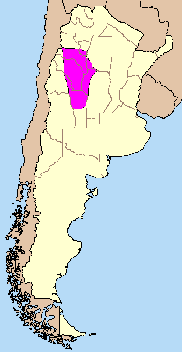
Приблизні межі гірської провінції в Аргентині

Пампі́нські гори, або Пампінські Сьєрри (ісп. Sierras Pampeanas) — острівні брилові гори на західному краї рівнини Пампа в Аргентині.
Протяжність — 800 км від 26° до 34° пн.ш. та приблизно між 64° та 68° зх.д.
Утворюють такі групи гір, витягнутих майже в меридіональному напрямку:
- Сьєрра-де-Аконкіха,
- Сьєрра-де-Амбато,
- Сьєрра-де-Анкасті,
- Сьєрра-де-Веласко,
- Сьєрра-де-Комечингонес,
- Сьєрра-де-Кордова,
- Сьєрра-де-Сапата,
- Сьєрра-де-Сан-Луїс,
- Сьєрра-де-Фьямбала,
- Сьєрра-де-ла-Уерта,
- Сьєрра-де-лас-Кіхадас,
- Сьєрра-де-лос-Льянос,
- Сьєрра-дель-Вальє-Фертіль,
- Сьєрра-дель-Хіганте

Гори складені докембрійськими гранітами, кристалічними сланцями, мармуром, амфіболітами, гнейсами та кварцитами. Ці породи перекриті пермськими пісковиками та сланцями, неогеновими пісковиками, конгломератами, гіпсами, оолітовими вапняками.
Гори являють собою виступ древнього фундаменту Південноамериканської плити (асинтиди), піднятий в міоцені у зв'язку з горотворенням в Андах і розбитий на окремі блоки. Одні блоки піднімались, інші — спускались.
Висота гір від 300 до 5 550 м (Сьєрра-де-Аконкіха).
Східні схили пологі, західні ж — круті. Більшість гір мають просторі рівні ділянки. Вершини Сьєрри-де-Аконкіхи несуть сліди плейстоценового зледеніння.
Поздовжні западини, що розділяють Пампінські гори заповнені молодими продуктами руйнування гір, зайняті дюнами та солончаками.
Схили гір вкриті сухими лісами, рідколіссям та чагарниками, вершини гір — гірськими степами. За західних схилах — зарості кактусів.